# Salvatore Giovanni Rinaldi
Salvatore Giovanni Rinaldi (* 3. Mai 1937 in Cimitile) ist ein italienischer Geistlicher und emeritierter Bischof von Acerra.

## Leben
Salvatore Giovanni Rinaldi empfing am 2. Juli 1961 die Priesterweihe.
Papst Johannes Paul II. ernannte ihn am 7. Dezember 1999 zum Bischof von Acerra. Als Wahlspruch wählte er nos autem praedicamus christum crucifixum. Die Bischofsweihe spendete ihm der Erzbischof von Neapel, Michele Kardinal Giordano, am 29. Januar 2000; Mitkonsekratoren waren Antonio Riboldi IC, Altbischof von Acerra, und Beniamino Depalma, Erzbischof ad personam von Nola.
Am 18. September 2013 nahm Papst Franziskus sein aus Altersgründen vorgebrachtes Rücktrittsgesuch an.